# Australia en la guerra de Vietnam

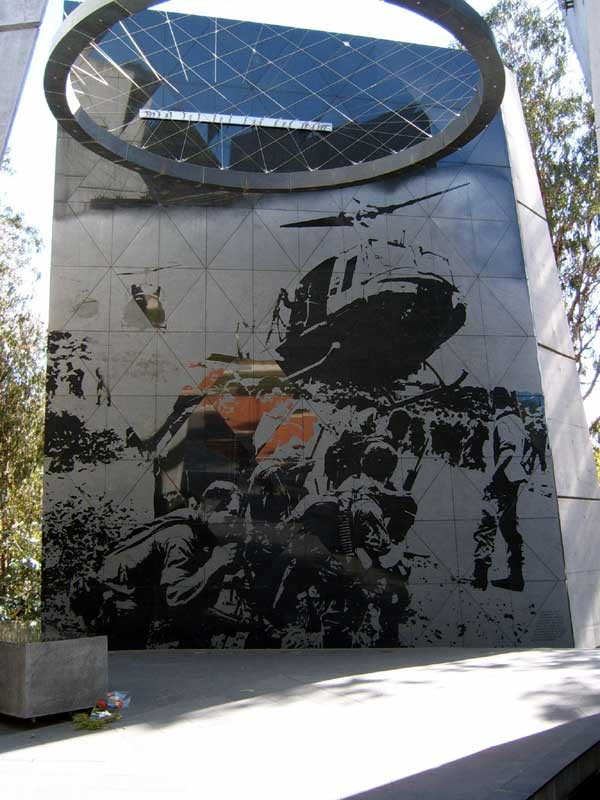
Monumento en honor de las tropas australianas en la guerra de Vietnam, Canberra.

Como miembro de SEATO y ANZUS, Australia empezó su participación en la guerra de Vietnam en 1962, luchando en el lado de Vietnam del Sur y sus aliados hasta la afirmación del Acuerdo de París en 1973. Como otras naciones de la Commonwealth Británica, Australia tuvo un interés en prevenir el alzamiento del comunismo en el Sureste de Asia durante de la Guerra Fría. Aunque el Reino Unido no tuvo ninguna parte oficial en las peleas en Vietnam, los países de Australia y Nueva Zelanda tuvieron papeles en aquel conflicto, mirando la defensa de Vietnam del Sur el solo sendero de controlar la propagación del comunismo en su región. Otros países (a partir del aliado primario, los Estados Unidos) que tomaron parte en el esfuerzo survietnamita fueron Corea del Sur, Tailandia, y las Filipinas. Hasta la caída en 1975 de Laos y la República Jemer quienes fueron otras socias de la coalición anticomunista.  Cuando Vietnam del Sur cayó en abril de 1975 los soldados australianos (conjuntos con los otros tropas extranjeros) ya se habían retirado de vuelta a Australia. 
La guerra se convirtió poco a poco en una problema para el público australiano, especialmente tras el retorno del llamado a las filas para australianos varones de edades 18-25 al cabo de 1964.

## Entrada al conflicto

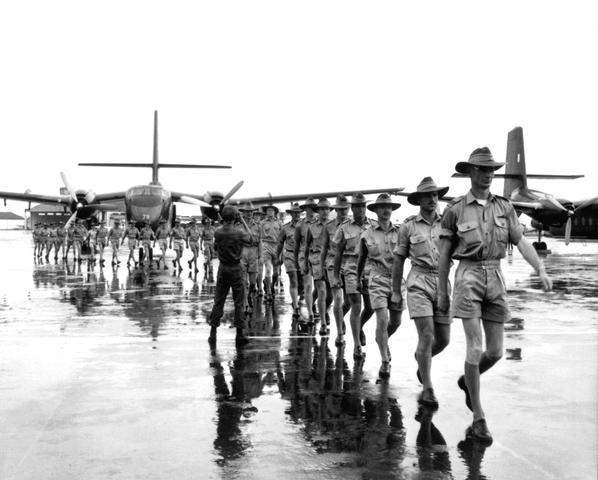
Agosto de 1964, aviones y tropas de la Real Fuerza Aérea de Australia (RAAF) llegan a Vietnam del Sur.

### Los consultores
Al contrario de los aliados americanos, los australianos tuvieron mucha experiencia en contrainsurgencia en las selvas durante de la Emergencia de Malaya (1948-1960), un hecho admitido ya en mayo de 1962 por el Secretario de Estado de EE. UU. Dean Rusk durante un encuentro de ANZUS. Al principio la ayuda extranjera al régimen sureño de Ngo Dinh Diem fue limitada a consejeros militares que ayudaron a las fuerzas del sur en las tareas de entrenamiento y el uso de tecnología militar. Pues Diem se dio cuenta hasta 1961 que sus propios tropas no bastaban para frenar la caída del país en manos de los guerrilleros del Viet Cong, ni de defender el Sur de una incursión por su vecino norteño Hồ Chí Minh. Para aumentar la imagen internacional de Vietnam del Sur Rusk intentó atraer más apoyo internacional, para mostrar que la causa survietnamita fue importante no sólo a EE. UU., sino al resto del mundo libre.
El primer grupo incluyó solo 30 consultores, y se apodó el Australian Army Training Team - Vietnam (Equipo de adiestramiento del Ejército Australiano - Vietnam; AATV), conocido usualmente como el "Team", y dirigido por Cor. Ted Serong. Muchos de los consultores habían servido en Malaya. El papel de estos fue ayudar a las tropas locales a luchar en condiciones selváticas como es común en las afueras del país. El grupo de Cor. Serong había entregado a Vietnam en julio-agosto de 1962, e incorporaron a 16 000 hombres de tropas estadounidenses que servían como consultores al mismo tiempo.

## AATV y los estadounidenses
Como un participante secundario en el esfuerzo aliado en Vietnam, los australianos debieron seguir las direcciones del Comando Militar de Auxilio (MACV), la dirigencia de las Fuerzas Armadas de los Estados Unidos en Vietnam del Sur. 
A lo largo las relaciones entre los dos fueron amables, si bien hubo discusiones serias desde la estrategia general y tácticas. 
El Cor. Serong tuvo muchas dudas en el valor del Programa de Aldeas Estratégicas (inglés:Strategic Hamlet Program) y las expresó en un encuentro en Washington D. C. el 23 de mayo de 1963 provocando un desafío del Gral. Victor Krulak de los Marines (USMC). Otro programa dirigido por Capitán Barry Peterson en las tierras altas del centro de Vietnam donde formó una fuerza de montoneros fue exitoso, pues fue despreciado por las autoridades survietnamitas.
El primer soldado australiano muerto en Vietnam fue el de brigada Kevin Conway de AATV, quien murió el seis de julio de 1964 con el Sargento Mayor Gabriel Álamo de las Fuerzas Especiales del ejército estadounidense durante un ataque de los Viet Cong a la base de Nam Dong.